# Torgauer Marsch
La Torgauer Marsch (Marcha del Ejército III, 69) es una marcha militar alemana.
No se sabe a detalle quien compuso esta marcha, pero se cree que la marcha fue compuesta por un maestro de Torgau llamado Scholz. El título de la marcha no tiene ninguna relación con la Batalla de Torgau como muchos piensan.
La Marcha de Torgau es la marcha del Batallón Aufklärungslehrbataillon 3 de Entrenamiento de Reconocimiento de Lüneburg.